# Heinz Weis
Heinrich Weis, detto Heinz (Treviri, 14 luglio 1963), è un ex martellista tedesco, campione mondiale nel 1997.

## Palmarès
| Anno | Manifestazione | Sede       | Evento              | Risultato | Misura  | Note |
| ---- | -------------- | ---------- | ------------------- | --------- | ------- | ---- |
| 1985 | Universiadi    | Kōbe       | Lancio del martello | Oro       | 76,00 m |      |
| 1987 | Universiadi    | Zagabria   | Lancio del martello | Argento   | 76,98 m |      |
| 1987 | Mondiali       | Roma       | Lancio del martello | 6º        | 80,18 m |      |
| 1988 | Olimpiadi      | Seul       | Lancio del martello | 5º        | 79,16 m |      |
| 1989 | Universiadi    | Duisburg   | Lancio del martello | Argento   | 79,58 m |      |
| 1990 | Europei        | Spalato    | Lancio del martello | 8º        | 75,48 m |      |
| 1991 | Universiadi    | Sheffield  | Lancio del martello | Bronzo    | 75,62 m |      |
| 1991 | Mondiali       | Tokyo      | Lancio del martello | Bronzo    | 80,44 m |      |
| 1992 | Olimpiadi      | Barcellona | Lancio del martello | 6º        | 76,90 m |      |
| 1994 | Europei        | Helsinki   | Lancio del martello | Bronzo    | 78,58 m |      |
| 1996 | Olimpiadi      | Atlanta    | Lancio del martello | 5º        | 79,78 m |      |
| 1997 | Mondiali       | Atene      | Lancio del martello | Oro       | 81,78 m |      |
| 1998 | Europei        | Budapest   | Lancio del martello | 5º        | 80,04 m |      |
| 1999 | Mondiali       | Siviglia   | Lancio del martello | 18º       | 74,71 m |      |
| 2000 | Olimpiadi      | Sydney     | Lancio del martello | 26º       | 73,51 m |      |

## Altre competizioni internazionali
1994
- Coppa Europa di atletica leggera ( Birmingham)